# Bad Boys II
Bad Boys II ist ein US-amerikanischer Actionfilm, der 2003 von Michael Bay gedreht wurde. In dem Film, der die Fortsetzung von Bad Boys – Harte Jungs ist, sind in den Hauptrollen erneut Will Smith und Martin Lawrence zu sehen.

## Handlung
Acht Jahre nach den Ereignissen des ersten Films untersuchen Mike und Marcus wie Ecstasy nach Miami geschmuggelt wird. Sie infiltrieren daher ein Klan-Treffen, das im Sumpfland außerhalb von Miami abgehalten wird. Dort finden sie heraus, dass diese die Käufer und nicht Vertreiber der Droge sind. Nachdem die Funkverbindung zusammenbricht und dies zu einer verspäteten Ankunft des Tactical Narcotics Team (TNT) der Miami Police führt, geraten Mike und Marcus in eine Schießerei mit den Klanmitgliedern, die viele Opfer und Verletzungen zur Folge hat. Während der wilden und unübersichtlichen Schießerei trifft Mike versehentlich Marcus an dessen Gesäß. Dieses Ereignis führt dazu, dass Marcus überdenkt, ob er weiterhin Mikes Partner bleiben möchte. Während Mike heimlich mit Syd, Marcus’ Schwester zusammen ist, arbeitet diese undercover für die Drug Enforcement Administration als Geldwäscherin für einen Zweig des russischen Mobs, der im Drogenhandel von Miami tätig ist. Die Russen wiederum sind die Hauptvertreiber vom Ecstasy für den kubanischen Drogenboss Hector Juan Carlos „Johnny“ Tapia.
Nachdem Syd eine große Geldsumme für die Russen gewaschen hat, wird sie von der haitianischen Bande Zoe Pound abgefangen, während sie das Geld transportiert. Mike und Marcus, die an einem Hinweis eines Informanten arbeiteten, hatten die Haitianer verfolgt und stoßen daher zufällig dazu. Nach einem ausgedehnten Feuergefecht und einer Verfolgungsjagd durch Miami, bei der es zu erheblichen Kollateralschäden und Verlusten von Menschenleben kommt, werden Mike und Marcus von Captain Howard zurecht gewiesen, da dieser sehr verärgert war, als er herausfand, dass die DEA eine Untersuchung in Miami durchführte, ohne ihn vorher zu informieren. Mike und Marcus spüren dann die überlebenden Haitianer auf und nach einem weiteren Feuergefecht im Haus des Anführers verhören sie den Anführer und erfahren von einer der Videokameras des Haitianers, dass Tapia eine örtliche Leichenhalle als Tarnung für seine Operationen benutzt. Um mehr Informationen zu erhalten, geben sich Mike und Marcus als Schädlingsbekämpfer aus, die auf einen Rattenbefall von Tapias Residenz in Miami reagieren. Sie nutzen die Deckung, um Zugang zur Villa zu erhalten und können Wanzen auf dem gesamten Gelände anbringen. Tapia hat sich inzwischen mit seinen russischen Geschäftspartnern Alexei und Josef getroffen. Während er mit Alexei seine Geschäfte bespricht, lässt Tapia Josef in seiner Küche abschlachten und legt die Überreste in einen Tortillabehälter, um Alexei zu drohen, alle seine Nachtclubs in Miami zu übernehmen, in denen er Ecstasy verteilt. Mike entdeckt einige von Josefs Überresten in der Küche, in der er zerstückelt wurde, und schmuggelt einen kleinen Finger zur späteren Identifizierung. Da die Russen nun aus dem Geschäft gedrängt wurden, beginnt Tapia eine geschäftliche und persönliche Beziehung mit Syd, in der er beabsichtigt, dass sie das gesamte Geld für seine Operation waschen soll.
Später infiltrieren Mike und Marcus Tapias Leichenhalle und geben sich als Krankenwagenfahrer aus. Dort entdecken sie, dass Tapia Leichen benutzt, um Drogen und Geld ins Land und aus dem Land zu schmuggeln. Am Ende schluckt Marcus jedoch versehentlich zwei Ecstasy-Pillen und wird dabei high. Die Beweise reichen für Captain Howard aus, um in Zusammenarbeit mit der DEA und der US-Küstenwache eine Razzia sowohl in Tapias Residenz als auch in der Leichenhalle zu genehmigen. Fast der gesamte Drogenvorrat und das gesamte Geld von Tapia werden bei der Razzia beschlagnahmt, obwohl Tapia mit Syd als Geisel nach Kuba flieht, bevor er festgenommen werden kann. Tapia benutzt sie als Verhandlungsmasse und verlangt die Rückgabe seines Geldes von der Polizei von Miami. Da sie wissen, dass dies unmöglich ist, organisieren Mike und Marcus eine verdeckte Operation, um Syd zu retten und bilden eine inoffizielle Task Force mit Agenten der DEA, TNT und Captain Howards Kontakten von der CIA.
Das Team infiltriert mit der Hilfe der Küstenwache und lokaler Rebellen Tapias Villa, rettet Syd und hinterlässt einen großen Sprengsatz, der die Villa nach der Exfiltration des Teams zerstört. Tapia überlebt und verfolgt Mike, Marcus, Syd und Tito durch die Landschaft und das Dorf der Hanghütten, in denen Kokain verarbeitet wird. Sie landen schließlich außerhalb von Guantanamo Bay. Nicht als US-Bürger anerkannt, schießt das Navy-Personal auf der Basis sowohl auf Mike und Marcus als auch auf Tapias Fahrzeuge und fordert sie auf, anzuhalten, da sie sich auf einem Minenfeld befinden. Mit nur noch ein paar Kugeln in den Waffen gelingt es Marcus, Tapia in den Kopf zu schießen, während dieser Mike mit vorgehaltener Waffe festhält. Tapia fällt anschließend noch rückwärts auf eine Mine.
Am Ende feiern Mike, Marcus und Syd mit Marcus’ Familie einen Grillabend in Marcus’ Garten. Marcus hat sich entschieden, dass er Mikes Partner bleiben möchte.

## Kritiken
Die Meinungen zum Film gehen auseinander. Zum einen wurden von einem Teil der Rezensenten die (Action-)Schauwerte gelobt und der Film als überlanges Popcorn-Kino positiv bewertet. Wobei trotz der positiven Bewertung oftmals bemängelt wurde, dass die Handlung nur als Verknüpfung für die zahlreichen Actionszenen dient. Zum anderen bescheinigten zahlreiche Kritiker dem Film jedoch eine enorme Menschenverachtung, Inhumanität und Pietätlosigkeit, wie sie das Mainstream-Kino bisher nicht erreicht hatten.

„Überlange Fortsetzung einer Actionkomödie, die vorwiegend auf die Attraktivität von Verfolgungsjagden und Schießereien setzt und diese nur durch die mäßig witzigen Auseinandersetzungen des Komikerpaars Lawrence und Smith unterbricht. Sowohl durch den rüden Umgangston als auch die brachialen Bilderfolgen ein filmischer Gewaltakt.“

„Bad Boys II ist ein perfektes Beispiel dafür, wie ein Film nicht sein sollte. Hier sollte Action bis zum Exzess gezeigt werden, dummerweise vergaß man, dass Zuschauer ihr Gewissen und Gehirn mit in den Kinosaal nehmen. Auch wenn die Actioneffekte in manchen Teilen schön anzusehen sind, so überwiegt doch die Wut über diese vollkommene Volksverdummung, die der Film anscheinend vermitteln will.“

„Hochglanz-Inszenator Michael Bay und Krawallproduzent Jerry Bruckheimer machen ihren Namen erneut alle Ehre und präsentieren mit ‚Bad Boys 2‘ einen lauten, gänzlich anspruchslosen Actionfilm der ‚alten Schule‘. Trotz sporadischer technischer Brillanz bleibt ihr Ausflug in die Welt der Posen aber zutiefst verabscheuungswürdig, weil sie ihren Unterhaltungsanspruch in jeder Minute über ein Mindestsoll an Humanität und Moral stellen.“

„‚Bad Boys II‘ ist handwerklich ein gut gemachter Actionfilm, dessen zynische Aggression viele Zuschauer vor den Kopf stoßen könnte. Mit Michael Bays Körperwelten hält leichenbitterer Ekelhumor Einzug in die Welt des Mainstreamkinos. […] Fazit: Explosives Actionsequel mit unappetitlichen Szenen und symbolischem Hang zur Überlänge.“

„‚Bad Boys II‘ ist Hochglanz-Action aller erster Güte, die voll und ganz auf die beiden Hauptdarsteller zugeschnitten ist. […] Fans des Vorgängers werden sich sofort wohl fühlen, alle anderen, die in der Lage sind einer typischen Bruckheimer-Produktion etwas abzugewinnen, können jedoch ebenfalls ruhigen Gewissens ein Blick auf ‚Bad Boys II‘ riskieren. Auch wenn der Film kein Pflichtbesuch ist, so macht er über weite Strecken trotzdem jede Menge Spaß.“

„Mit einer Explosion beginnen und sich dann stetig steigern – dieses Motto haben sich Bay und Bruckheimer wohl aufs Kissen gestickt, denn schon nach wenigen Minuten entbrennt in den Straßenschluchten Miamis eine wilde Verfolgungsjagd. Gewaltige Explosionen und gewagte Stunts kommen reichlich zum Einsatz, wenn Smith und Lawrence stattliche 146 Minuten lang ihren Status als Superstars bestätigen. Sie zeigen den bösen Jungs eindrucksvoll, wo der Hammer hängt.“

## Hintergrund
- Am 9. Juli 2003 feierte der Film seine Premiere im Stadtteil Westwood von Los Angeles in Kalifornien.[9] In Deutschland und der Schweiz war er am 9. Oktober 2003 erstmals zu sehen, in Österreich einen Tag später.[9] Das Budget des Films betrug geschätzte 130 Millionen US-Dollar und lag damit deutlich über dem nach Schätzungen gerade einmal 10 Millionen US-Dollar umfassenden Budget von Bad Boys – Harte Jungs.[10][11] Der Film spielte in den USA rund 138 Millionen US-Dollar, davon bereits am Eröffnungswochenende gut 46,5 Millionen US-Dollar, und weltweit 262 Millionen US-Dollar ein.[10] In Deutschland sahen den Film in der ersten Kinowoche bereits über 765.000 Besucher.[10]

- Gedreht wurde der Film in Arecibo und Manatí in Puerto Rico sowie in Miami, Miami Beach und Delray Beach in den USA.[12] Die Dreharbeiten begannen am 22. Juli 2002.[10] Der Regisseur Michael Bay stoppte jedoch die Produktion eine Zeit lang, weil er eine rechtliche Angelegenheit mit seinen Finanzberatern zu regeln hatte.[13]

- Während der Dreharbeiten der Szenen am Bill Baggs Cape Florida State Park wurde für Will Smith und Martin Lawrence einer der Hauptparkplätze mit Stacheldraht abgeriegelt und sogar ein Basketballfeld wurde darin aufgebaut. Zeitgleich verliefen am anderen Ende des Parks die Dreharbeiten zu 2 Fast 2 Furious.[13]

- Das Gebäude, das im Film als Tapias Haus zu sehen ist, stand über Jahre leer, bis es gekauft und vom neuen Besitzer in der Variety beworben wurde, es könne für eine Filmproduktion genutzt und gesprengt werden. Nach der Explosion, die für die Filmaufnahmen inszeniert wurde, blieb lediglich der Pool des Anwesens unversehrt.[13]

- Bei dem unversehrt gebliebenen Anwesen Tapias handelt es sich um die unter dem Namen „Vizcaya“ bekannte Winterresidenz des Industriellen James Deering, die im frühen 20. Jahrhundert erbaut wurde. Heute wird das Gebäude als öffentliches Museum genutzt und der Garten des Anwesens ist ein beliebter Ort für Trauungen.[13]

- Bei der im Film zu sehenden Leichenhalle handelt es sich um eine Milchfabrik von McArthur Dairy, deren Fassade für die Dreharbeiten einen Anbau erhielt, so dass der Krankenwagen während eines Stunts durch diesen Gebäudeteil rasen konnte.[13]

- Während eines Autostunts auf dem MacArthur Causeway in Miami, der Anfang August 2002 aufgrund der Dreharbeiten für mehrere Tage gesperrt wurde, geriet eines der Fahrzeuge außer Kontrolle und raste in ein paar Straßenmasten.[13]

- Im Film werden einige Fahrzeuge verstärkt gezeigt. Darunter sind neben Mikes Ferrari 550 auffällig viele, zum Zeitpunkt des Kinostarts aktuelle Modelle verschiedener General-Motors-Marken zu sehen, darunter ein GMC Yukon Denali, ein Cadillac CTS und der Hummer H2.

- In einer Szene, die in einem Club spielt, ist für knapp zwei Sekunden Megan Fox mit Cowboyhut beim Tanzen zu sehen. Während der Aufnahme der Szene war Fox gerade mal 15 Jahre alt. 2007 wurde sie von Michael Bay noch einmal für Transformers angeheuert.

- Regisseur Michael Bay spielt im letzten Drittel des Films selbst eine kleine Rolle als Autofahrer, dem vor der Verfolgungsjagd durch Miami das Auto beschlagnahmt werden soll. Danach wird ein Fahrzeug beschlagnahmt, in dem Dan Marino, ein ehemaliger Footballstar sitzt, der sich selbst spielt.[13]

- Marcus’ Hund „Mason“ gehört dem Regisseur Michael Bay.[13]

- Fletcher bittet um Eintrittskarten für das NBA-Spiel zwischen Miami Heat und den Los Angeles Lakers, wobei der Darsteller John Salley während seiner Karriere als aktiver Basketballprofi für beide Teams spielte.[13]

- Laut dem im Film zu sehenden Jahrbuch der Miami Palmetto Senior High aus einem Vorort Miamis heißt Mike mit vollem Namen Michael Eugene Lowery (bemerkenswerterweise weicht der Nachname vom im Abspann der ersten beiden Filme aufgeführten Lowrey ab).

## Ausstrahlung in Deutschland
In Deutschland lief die Free-TV-Premiere am 17. September 2006 auf ProSieben. Diese verfolgten insgesamt 1,71 Millionen Zuschauer bei 15,3 Prozent Marktanteil, in der werberelevanten Zielgruppe waren es 25,5 Prozent Marktanteil.

## Synchronisation
Die deutsche Synchronisation des Films übernahm die damalige PPA Film GmbH in München, nach einem Dialogbuch und unter der Dialogregie von Pierre Peters-Arnolds. Die Synchronsprecher aus dem ersten Teil wurden für den Film nicht erneut verpflichtet.
| Rolle                           | Schauspieler    | Synchronsprecher      |
| ------------------------------- | --------------- | --------------------- |
| Detective Michael „Mike“ Lowrey | Will Smith      | Jan Odle              |
| Detective Marcus Burnett        | Martin Lawrence | Dietmar Wunder        |
| Hector „Johnny“ Tapia           | Jordi Mollà     | Oscar Sánchez         |
| Sydney „Syd“ Burnett            | Gabrielle Union | Elisabeth Günther     |
| Alexei                          | Peter Stormare  | Arthur Galiandin      |
| Theresa Burnett                 | Theresa Randle  | Marietta Meade        |
| Captain C. Howard               | Joe Pantoliano  | Pierre Peters-Arnolds |
| Josef Kuninskavich              | Oleg Taktarov   | Matti Klemm           |
| Fletcher                        | John Salley     | Christian Weygand     |

## Fortsetzung und Spinoff-Fernsehserie
Ursprünglich sollte im Jahr 2008 Bad Boys 3 veröffentlicht werden, dies gab Produzent Jerry Bruckheimer im Jahr 2006 bekannt. Im Januar 2019 begann die Produktion für Bad Boys for Life, wiederum mit Martin Lawrence und Will Smith. Der Film wurde im Januar 2020 veröffentlicht.
Seit 2019 wird die Spinoff-Fernsehserie L.A.’s Finest ausgestrahlt, in der Gabrielle Union und Jessica Alba die Hauptrollen übernehmen.

## Auszeichnungen
- MTV Movie Awards (2004): 2 Nominierungen, u. a. für Best On-Screen Team (Will Smith und Martin Lawrence)
- BMI Film Music Award (2004): Gewonnen (Trevor Rabin)
- Außerdem noch 7 andere Nominierungen, von denen 2 gewonnen wurden